# Jean-Jacques Lafon
 (février 2015).
Pour les articles homonymes, voir Lafon.
Ne doit pas être confondu avec Jean-Jacques Laffont.
Jean-Jacques Lafon est un auteur-compositeur-interprète et peintre français né le 5 octobre 1955 à Toulouse. Il est notamment connu pour son tube de l'année 1985 : Le Géant de papier.

## Biographie
En 1985, son Géant de papier, coécrit et composé par Sylvain Lebel et Jeff Barnel (qui l'avaient en vain proposé à Michel Sardou, Gérard Lenorman et Demis Roussos) devient l’un des plus gros hits de cette année-là. Le titre obtient le 24e Oscar de la chanson française décerné par l'Union nationale des auteurs et compositeurs et fait le tour du monde. 
Ce succès l’entraîne au Moyen-Orient, en Afrique et au Canada, où il rencontre Ginette Reno, pour qui il écrit plusieurs chansons, notamment C'est beaucoup mieux comme ça (qui devait initialement figurer en lieu et place du Géant de papier sur son premier album) et Ne m’en veux pas. 
Il décide de produire le groupe Licence IV mais sur les conseils de Jeff Barnel, c'est du pseudonyme J. Falon qu'il signe un titre qui va se classer pendant treize semaines en tête du Top 50 : Viens boire un p'tit coup à la maison. La chanson termine disque de platine et s’avère être la meilleure vente de disques de l’année 1987.
Au début des années 1990, Jean-Jacques Lafon s’éloigne des projecteurs et reprend ses études médicales (qu’il avait suspendues en 1985) pour une formation de psychologue clinicien. Il devient alors ambassadeur des « Médecins aux pieds nus » auprès du docteur Jean-Pierre Willem.
En 2011, il participe à la saison 6 de la tournée Âge tendre aux côtés de nombreux artistes.
En 2012, au cours d’une croisière, il s’amuse à « gitaniser » son Géant de papier avec Chico and the Gypsies, et l’envie de faire un disque renaît. L'album se construit avec la participation de nombreux autres artistes : Mathieu Sempéré (des Stentors), Claude Barzotti, Jeane Manson, la québécoise Sarah Jane, Stella Mattéoni, Yuliana et bien sûr Chico and the Gypsies.
L'album s'intitule Duos d'amour et Confidences. Il est disponible en digital et est sorti le 4 mai 2015. Jean-Jacques Lafon continue les galas et les concerts en parallèle ; en novembre 2017, il participe à la croisière Âge tendre.

## Discographie

### Singles
- 1982 : Sa différence (Philips)
- 1983 : La Première Fois (Philips)
- 1984 : C'est beaucoup mieux comme ça (Ariola)
- 1985 : Le Géant de papier –  Argent (Ariola)
- 1986 : Si t'as besoin de moi, fais-moi signe (Ariola)
- 1986 : Un mot pour un autre (Ariola)
- 1987 : Elle voit (Ariola)
- 1987 : Enfant de Palestine ou enfant d'Israël
- 1987 : Le Diable au cœur
- 1988 : Ne laissez pas le soleil se coucher
- 1988 : Mourir à Toulouse (Ariola)
- 1990 : Seulement te dire… (Griffe/CBS)
- 1991 : Les Années Caroline (Griffe/CBS)
- 2015 : Comme Avant (en duo avec Sarah Jane)